# Тайни
Тайни (на турски: Kayıp, букв. превод: Загуба) e турски драматичен сериал, чието излъчване започва на 13 септември 2013 и приключва на 27 януари 2014 по телевизия Kanal D. Сериалът е замислен от 39 епизода, от които са заснети и излъчени едва 18.
Продукция на D Productions, авторска история на Ирфан Шахин, който по онова време е главен изпълнителен директор на Doğan TV Holding и телевизия Kanal D, със сценарист Елиф Усман. За първи път в турската телевизионна история са показани първите минути от премиерния епизод, два дни преди официално да стартира в ефир. Клипът е дълъг 14 минути и 41 секунди. Този показ на първоначалните минути събира висок зрителски интерес и намира място сред първите в рейтинговата таблица за съответния ден. Първите два епизода се излъчват в петък от 20:00 часа, а след това в по-късен час 22:00 (4 епизода); след което следва непрекъсната промяна на деня и часа на излъчване – събота 22:30 (2 епизода), понеделник 20:00 (8 епизода), понеделник 21:30 (2 епизода) и понеделник 22:30 (2 епизода). Това се отразява на рейтинга и се взема решение 14-и епизод на продукцията да бъде последен. Това решение обаче предизвиква недоволството на зрителите и след протест в социалните мрежи, продуцентите и телевизията се отказват от него. Следва ново решение – всеки 13-и епизод да бъде един малък финал / завършек на дадена история, с което се обявява, че сериалът ще продължи по първоначално запланувания начин с 39 епизода. Но радостта на зрителите продължава кратко. Малко след това те са „попарени“ от ново решение за финал, този път окончателен.
Поради непрекъснатите промени в деня и часа на излъчване, рейтингът логично спада. С решението за финал се променя и първоначалният замисъл на историята. Въпреки това, сериалът има много поддръжници в социалните мрежи.
Любопитен факт е, че зад звукът и ефектите в поредицата стои фирма работеща в Холивуд.

## Сюжет
Всеки има свои тайни, но и всяка тайна си има цена. Кемал и съпругата му Лейля имат всичко – две деца, уреден живот, голяма къща и привидно перфектен живот. Но с отвличането на сина им Керем, техният свят се срива. В опитите си да откупят живота на Керем, двамата се заплитат в безмилостни скандали, които разрушават връзките в семейството им. Постепенно всички мрачни тайни, които са имали помежду си, започват да излизат наяве. 

## Актьорски състав
- Мете Хорозоолу – Мехмет Катранджъ
- Аслъ Енвер – Йозлем Албайрак
- Каан Ташанер – Кемал Йоздемир
- Долунай Сойсерт – Лейля Шарман Йоздемир
- Илкер Калели – Файк Шашмаз
- Кюршат Алнъачък – Мурат Шарман
- Мендерес Саманджълар – Хасан Делиорман
- Ферит Кая – Бекир Чимен
- Ерхан Джан Картал – Керем Йоздемир
- Юнус Емре Терзиоолу – Фахри Шашмаз
- Йълдърай Шахинлер – Метин Сьонмез
- Каан Йълдъръм – Кадир Токлу
- Зейнеп Канконде – Елмаз Токлу
- Нилпери Шахинкая – Дефне Шарман/Седеф
- Берк Ерчер – Махир Ерай
- Зейнеп Алтънер – Ясемин Йоздемир
- Налан Явуз – Джемиле Катранджъ
- Гизем Акман – Инджи Катранджъ
- Бану Фотоджан – Гюлриз Куртулуш
- Ешреф Сеитоолу – Билял Токлу

## В България
В България сериалът започва излъчване на 5 септември 2015 г. по bTV Lady и завършва на 6 декември. На 29 октомври 2016 г. започва повторно излъчване и завършва на 2 април 2017 г. На 22 февруари 2018 г. започва ново повторение и завършва на 20 април. На 6 юни 2017 г. започва излъчване по bTV и завършва на 11 юли. Дублажът е на студио Медиа Линк. Ролите се озвучават от Здрава Каменова, Златина Тасева, Емил Емилов, Тодор Георгиев и Симеон Владов.